# Ruditapes philippinarum
Espèce
Synonymes
- Paphia bifurcata Quayle, 1938[2] [3]
- Tapes (Ruditapes) philippinarum (Adams & Reeve, 1850)[2] [3]
- Tapes biradiata Deshayes, 1854[2] [3]
- Tapes denticulata G. B. Sowerby II, 1852[2] [3]
- Tapes ducalis Römer, 1870[2] [3]
- Tapes indica G. B. Sowerby II, 1852[2] [3]
- Tapes japonica Deshayes, 1854[2]
- Tapes philippinarum okupi Bryan, 1919[2] [3]
- Tapes philippinarum (Adams & Reeve, 1850)[2]
- Tapes semidecussata Reeve, 1864[2]
- Tapes violascens Deshayes, 1854[2]
- Venerupis (Ruditapes) philippinarum (Adams & Reeve, 1850)[2]
- Venus analis Philippi, 1851[2]
- Venus philippinarum Adams & Reeve, 1850[2]
- Venus tessellata Adams & Reeve, 1850[2]

Ruditapes philippinarum est une espèce de mollusques bivalves marins de la famille des Veneridae. C'est une espèce comestible.

## Description
La coquille de Ruditapes philippinarum est allongée, ovale, et sculptée de côtes radiales. Elle peut atteindre 75 mm de diamètre et 35 mm de large. Sa couleur est très variable : elle est communément grisâtre, verdâtre, brunâtre, jaune ou chamoisé avec des tonalités plus ou moins claires ou sombres, avec des motifs triangulaires qui partent de l'umbo et s'agrandissent vers l'extérieur. L'âge maximal observé chez cette espèce est de 14 années.

## Habitat
On rencontre cette espèce naturellement du sud de la Sibérie à la Chine. Elle a également été introduite sur la côte ouest d'Amérique du Nord, et on la rencontre de la Colombie-Britannique jusqu'en Californie. Elle vit dans la zone intertidale dans les baies et les estuaires, dans la vase et le sable, enterrée de 2 à 4 cm sous la surface.

## Reproduction
Ruditapes philippinarum se reproduit l'été. Les larves grossissent ensuite lentement, atteignant la maturité quand elles font entre 10 et 20 mm.